# Twisted (canção)
"Twisted" é um single de Keith Sweat lançado em 1996. Foi a primeira canção do seu alto-titulado quinto álbum, Keith Sweat. O grupo de R&B Kut Klose e o rapper Pretty Russ também aparecem na canção. Passou três semanas no primeiro lugar da parada de R&B americana, e alcançou o número 2 na Billboard Hot 100, se tornando seu maior hit pop. "Twisted" chegou ao primeiro lugar na Rhythmic Top 40, permanecendo lá por 14 semanas consecutivas, mais que qualquer canção exceto "No Scrubs" de TLC, que passou 15 semanas no topo da Rhythmic Top 40.
A versão para rádio de "Twisted" omitiu o rap de Pretty Russ antes do último refrão. Um segundo mix da canção, chamado "Twisted (Flavahood Sexual Remix)", apresenta uma batida de fundo diferente sampleada do hit de Marvin Gaye, "Sexual Healing". "Flavahood" também teve airplay significante, mas nunca foi lançada em um álbum.

## Paradas musicais

### Melhores posições
| Parada musical (1996)                        | Melhor Posição |
| -------------------------------------------- | -------------- |
| Austrália (ARIA)                             | 9              |
| Canadá (RPM)                                 | 16             |
| Países Baixos (Dutch Top 40)                 | 14             |
| Nova Zelândia (Recorded Music NZ)            | 1              |
| 39                                           |                |
| Estados Unidos (Billboard Hot 100)           | 2              |
| Estados Unidos (Billboard R&B/Hip-Hop Songs) | 1              |
| Estados Unidos (Billboard Rhythmic Top 40)   | 1              |

### Paradas musicais de fim de ano
| Parada musical de fim de ano (1996) | Posição  |
| ----------------------------------- | -------- |
| U.S. Billboard Hot 100              | 10       |
| End of year chart (1997)            | Position |
| U.S. Billboard Hot 100              | 93       |

### Parada musical de fim de década
| Parada musical (1990-1999) | Posição |
| -------------------------- | ------- |
| U.S. Billboard Hot 100     | 89      |